# Новый летописец
Новый летописец («Книга глаголемая Новый летописец») — русская летопись XVII века, охватывающая события с 1584 по 1630 годы. Является важным источником по истории Смутного времени. Ярко прослеживается публицистическое начало. Основной его целью было доказать право Романовых на престол.

## Текстология и содержание
Новый летописец состоит из оглавления («Сказания главам Нового Летописца») и 422 глав. Их содержание в разных списках имеет отличия. До февраля 1599 года события в летописце изложены по годам, что характерно для летописных памятников. В дальнейшем точных дат почти нет. Предположительно, автор памятника в начальной части опирался на имевшийся в его распоряжении летописный памятник, а позднее компилировал имеющиеся под рукой источники, дополняя их собственными воспоминаниями.

## Издания
- Новый летописец // Русская летопись по Никонову списку. — СПб.: Тип. Имп. Академии наук, 1792. — Т. 8. — С. 1—256 (2—й пагинации). — [2], 18, 256 с.
- Новый летописец // Полное собрание русских летописей. — СПб.: Тип. М. А. Александрова, 1910. — Т. 14/1. — С. 23—154. — 154 с.
- Новый летописец // Полное собрание русских летописей. — М.: Наука, 1965. — Т. 14 (изд. 2-е). — С. 23—154 (1—й пагинации). — [5], 154, 285 с.